# Dallol
Dallol (amárico: ዳሎል) é uma localidade na woreda de Dallol, no norte da Etiópia, localizada na zona administrativa 2.
Dallol detém atualmente o recorde de mais alta temperatura média para uma posição habitada na Terra, com temperatura anual média de 34°C (94°F), registrada entre os anos 1960 a 1966.
A localidade, muito remota, não tem atualmente população residente, sendo uma cidade fantasma.
Está próxima ao vulcão Dallol, cuja última erupção foi em 1926.
Dallol é um local extremo de clima desértico, típico do Deserto de Danakil. Tem temperatura média anual de 41 °C e o mês mais quente tem média de 46,4 °C. Apesar disso, tem níveis altos de umidade relativa, cerca de 60%, o que resulta em sensação térmica insuportável ao ser humano.

## História
Uma ferrovia do porto de Mersa Fatma na Eritreia até um ponto a 28 km de Dallol foi concluída em abril de 1918. Construída de 1917 a 1918, usando o sistema Decauville de bitola 600 mm ("Decauville" descreve seções prontas de bitola pequena que pode ser rapidamente montado) transportou sal do terminal ferroviário "Iron Point", próximo a Dallol, via Kululli até o porto.

### Mineração
Diz-se que a produção de potássio atingiu cerca de 51 mil toneladas depois da construção da ferrovia. A produção foi interrompida após a Primeira Guerra Mundial devido a suprimentos em larga escala da Alemanha, EUA e URSS. Tentativas malsucedidas de reabrir a produção foram feitas no período 1920-1941. Entre os anos 1925-29, uma empresa italiana extraiu 25 mil toneladas de silvina, com uma média de 70% de KCl, que foi transportado por via férrea para Mersa Fatma. Após a Segunda Guerra Mundial, a administração britânica desmantelou a ferrovia e removeu todos os vestígios dela.
A Dallol Co. de Asmara vendeu algumas toneladas de sal deste sítio para a Índia em 1951-1953. Na década de 1960, a Parsons Company dos EUA, uma empresa de mineração, realizou uma série de pesquisas geológicas na Dallol. Em 1965, cerca de 10 mil buracos foram perfurados em 65 locais.
Dallol tornou-se mais conhecido no Ocidente em 2004, quando foi apresentado no documentário Channel 4/National Geographic Going to Extremes. A partir de 2004, alguns edifícios ainda estão em Dallol, todos construídos com blocos de sal.

## Clima
Dallol apresenta uma versão extrema de um clima desértico quente (classificação climática de Köppen-Geiger: BWh), típico do Deserto de Danakil. Dallol é o lugar mais quente durante todo o ano no planeta e atualmente detém a temperatura média recorde de um local habitado na Terra, onde uma temperatura média anual de 34,6 °C foi registrada entre os anos de 1960 e 1966. A temperatura média anual das temperaturas máximas é de 41 °C e o mês mais quente tem uma temperatura máxima média de 46,7 °C. Além de ser extremamente quente o ano todo, o clima das terras baixas da Depressão de Danakil também é extremamente seco e hiperárido em termos de dias chuvosos médios anuais, já que apenas alguns dias registram precipitações mensuráveis. O clima quente do deserto de Dallol é particularmente devido à elevação extremamente baixa, sendo dentro dos trópicos e perto do Mar Vermelho quente durante os invernos, o impacto da baixa sazonalidade, as constantes do calor extremo e a falta de resfriamento noturno.
| Dados climatológicos para Dallol (1960-1966) | Dados climatológicos para Dallol (1960-1966) | Dados climatológicos para Dallol (1960-1966) | Dados climatológicos para Dallol (1960-1966) | Dados climatológicos para Dallol (1960-1966) | Dados climatológicos para Dallol (1960-1966) | Dados climatológicos para Dallol (1960-1966) | Dados climatológicos para Dallol (1960-1966) | Dados climatológicos para Dallol (1960-1966) | Dados climatológicos para Dallol (1960-1966) | Dados climatológicos para Dallol (1960-1966) | Dados climatológicos para Dallol (1960-1966) | Dados climatológicos para Dallol (1960-1966) | Dados climatológicos para Dallol (1960-1966) |
| Mês                                          | Jan                                          | Fev                                          | Mar                                          | Abr                                          | Mai                                          | Jun                                          | Jul                                          | Ago                                          | Set                                          | Out                                          | Nov                                          | Dez                                          | Ano                                          |
| -------------------------------------------- | -------------------------------------------- | -------------------------------------------- | -------------------------------------------- | -------------------------------------------- | -------------------------------------------- | -------------------------------------------- | -------------------------------------------- | -------------------------------------------- | -------------------------------------------- | -------------------------------------------- | -------------------------------------------- | -------------------------------------------- | -------------------------------------------- |
| Temperatura máxima média (°C)                | 36,1                                         | 36,1                                         | 38,9                                         | 40,6                                         | 44,4                                         | 46,7                                         | 45,6                                         | 45,0                                         | 42,8                                         | 41,7                                         | 39,4                                         | 36,7                                         | 41,2                                         |
| Temperatura média (°C)                       | 30,3                                         | 30,5                                         | 32,5                                         | 33,9                                         | 36,4                                         | 38,6                                         | 38,7                                         | 37,6                                         | 37,3                                         | 35,6                                         | 33,2                                         | 30,8                                         | 34,6                                         |
| Temperatura mínima média (°C)                | 24,6                                         | 24,6                                         | 26,0                                         | 27,1                                         | 28,5                                         | 30,4                                         | 31,8                                         | 31,0                                         | 31,6                                         | 29,6                                         | 27,1                                         | 25,7                                         | 28,2                                         |
| Fonte: Meteorological Magazine               |                                              |                                              |                                              |                                              |                                              |                                              |                                              |                                              |                                              |                                              |                                              |                                              |                                              |
| Fonte 2: Environmental Resources Management  |                                              |                                              |                                              |                                              |                                              |                                              |                                              |                                              |                                              |                                              |                                              |                                              |                                              |